# Granite Bay
Granite Bay é uma Região censo-designada localizada no estado americano da Califórnia, no Condado de Placer.

## Demografia
Segundo o censo americano de 2000, a sua população era de 19.388 habitantes.

## Geografia
De acordo com o United States Census Bureau tem uma área de 56,1 km², dos quais 55,9 km² cobertos por terra e 0,2 km² cobertos por água.

## Localidades na vizinhança
O diagrama seguinte representa as localidades num raio de 16 km ao redor de Granite Bay.